# Alessandro Carrozza
Alessandro Carrozza (Gallipoli, 1º febbraio 1982) è un allenatore di calcio ed ex calciatore italiano.

## Carriera
Iniziò la carriera agonistica in Eccellenza con la squadra della sua città, Gallipoli, con la quale scala tutte le serie fino alla Serie C1. Con il Gallipoli vince anche una Coppa Italia Lega Pro.
Dopo 90 presenze e 19 gol dall'Eccellenza pugliese 2001-2002 alla Serie C1 2006-2007, nell'estate 2007 passa poi al Pisa, con cui colleziona 15 presenze in Serie B, senza segnare nessuna rete.
Nella sessione di mercato invernale dello stesso anno passa al Taranto, dove rimane una stagione e mezzo collezionando complessivamente 37 presenze e 6 reti nel campionato di Serie C1.
Nell'estate 2009 passa al Varese, dove in due anni è protagonista della promozione in Serie B e nella stagione 2010-2011 contribuisce largamente al raggiungimento dei play-off per la promozione in Serie A collezionando in totale 59 presenze e 15 gol. L'anno dopo, colleziona 22 presenze e 4 gol per poi passare il 24 gennaio 2012 all'Atalanta, in Serie A, in prestito con diritto di riscatto dell'intero cartellino.
Ha esordito in Serie A con la maglia della squadra bergamasca il 15 febbraio 2012, partendo titolare nel recupero della ventunesima giornata in casa contro il Genoa, contribuendo alla vittoria della sua squadra per 1-0.
Il 2 luglio 2012 il giocatore passa in forza al Verona di mister Mandorlini, squadra di Serie B, con un contratto biennale.
Il 18 luglio 2013 si trasferisce allo Spezia con la formula del prestito annuale.
Il 29 luglio 2014 passa a titolo definitivo al Lecce. con cui fa il suo esordio in partite ufficiali il 31 agosto 2014 nella prima giornata di campionato sul campo della Lupa Roma.
Il 1º febbraio 2015 passa in prestito alla Juve Stabia, con cui gioca stabilmente da titolare ed arriva a disputare i play-off per la promozione in Serie B; a fine campionato torna per fine prestito al Lecce.
Il 25 agosto 2016 passa a titolo definitivo all'Nardò, in Serie D. Dopo la breve parentesi neretina, torna definitivamente al Gallipoli Football 1909, che ne comunica l'ingaggio proprio il giorno di Natale.
Il 23 luglio 2019 la Toma Maglie, compagine militante in Promozione Pugliese, ne ufficializza l'ingaggio.
Chiude la carriera da giocatore nel 2020-21 con la maglia della Fiamma jonica Gallipoli.

### Città di Gallipoli
Chiusa la carriera di calciatore, intraprende subito quella di allenatore. Nell'estate del 2021, assume infatti la guida del Città di Gallipoli, che disputerà il campionato di Promozione. Il 27 febbraio 2022, con la vittoria per 2-0 in casa dell'Avetrana, centra la matematica promozione in Eccellenza, con sei turni d'anticipo. Confermato per la stagione successiva, porta i giallorossi a concludere il girone B del massimo torneo dilettantistico regionale in vetta alla classifica, perdendo però lo spareggio intergirone con il Manfredonia (vincitore del Girone A) per la promozione diretta in Serie D. Traguardo che viene centrato tramite i playoff nazionali, dove la sua squadra elimina il Matera città dei sassi in semifinale e l'Agropoli in finale.
Dopo un avvio di Serie D negativo, dove la squadra racimola solo sei punti in dieci giornate che collocano la squadra all' ultimo posto in classifica, il 6 novembre, all'indomani della sconfitta in casa della Gelbison, presenta le dimissioni.

### Manduria
Il 5 marzo 2024 viene ufficializzato come nuovo allenatore del Manduria, club pugliese militante nel torneo di Eccellenza. Dopo non essere riuscito a centrare la promozione in Serie D, non viene confermato.

## Statistiche

### Presenze e reti nei club
| Stagione        | Squadra         | Campionato      | Campionato | Campionato | Coppa nazionale | Coppa nazionale | Coppa nazionale | Coppe continentali | Coppe continentali | Coppe continentali | Altre coppe | Altre coppe | Altre coppe | Totale | Totale |
| Stagione        | Squadra         | Comp            | Pres       | Reti       | Comp            | Pres            | Reti            | Comp               | Pres               | Reti               | Comp        | Pres        | Reti        | Pres   | Reti   |
| --------------- | --------------- | --------------- | ---------- | ---------- | --------------- | --------------- | --------------- | ------------------ | ------------------ | ------------------ | ----------- | ----------- | ----------- | ------ | ------ |
| 2007-gen. 2008  | Pisa            | B               | 15         | 0          | CI              | 1               | 0               | -                  | -                  | -                  | -           | -           | -           | 16     | 0      |
| gen.-giu. 2008  | Taranto         | C1              | 11+2       | 3          | CI-C            | 0               | 0               | -                  | -                  | -                  | -           | -           | -           | 13     | 2      |
| 2008-2009       | Taranto         | 1D              | 26         | 4          | CI+CI-LP        | 0               | 0               | -                  | -                  | -                  | -           | -           | -           | 26     | 4      |
| Totale Taranto  | Totale Taranto  | Totale Taranto  | 37+2       | 7          |                 | 0               | 0               |                    | -                  | -                  |             | -           | -           | 39     | 7      |
| 2009-2010       | Varese          | 1D              | 26+4       | 8          | CI+CI-LP        | 2+2             | 0               | -                  | -                  | -                  | -           | -           | -           | 34     | 8      |
| 2010-2011       | Varese          | B               | 33+1       | 7          | CI              | 1               | 0               | -                  | -                  | -                  | -           | -           | -           | 35     | 7      |
| 2011-gen. 2012  | Varese          | B               | 22         | 4          | CI              | 0               | 0               | -                  | -                  | -                  | -           | -           | -           | 22     | 4      |
| Totale Varese   | Totale Varese   | Totale Varese   | 81+5       | 19         |                 | 5               | 0               |                    | -                  | -                  |             | -           | -           | 91     | 19     |
| gen.-giu. 2012  | Atalanta        | A               | 12         | 0          | CI              | -               | -               | -                  | -                  | -                  | -           | -           | -           | 12     | 0      |
| 2012-2013       | Verona          | B               | 14         | 0          | CI              | 3               | 0               | -                  | -                  | -                  | -           | -           | -           | 17     | 0      |
| 2013-2014       | Spezia          | B               | 17+1       | 2          | CI              | 0               | 0               | -                  | -                  | -                  | -           | -           | -           | 18     | 2      |
| 2014-gen. 2015  | Lecce           | LP              | 17         | 1          | CI+CI-LP        | 2+0             | 0               | -                  | -                  | -                  | -           | -           | -           | 19     | 1      |
| gen.-giu. 2015  | Juve Stabia     | LP              | 14+1       | 1          | CI+CI-LP        | -               | -               | -                  | -                  | -                  | -           | -           | -           | 15     | 1      |
| 2015-2016       | Lecce           | LP              | 13+1       | 0          | CI+CI-LP        | 0+3             | 1               | -                  | -                  | -                  | -           | -           | -           | 13     | 1      |
| Totale Lecce    | Totale Lecce    | Totale Lecce    | 30+1       | 1          |                 | 5               | 1               |                    | -                  | -                  |             | -           | -           | 32     | 2      |
| 2016-2017       | Nardò           | D               | 9          | 2          | CID             | 1               | 1               | -                  | -                  | -                  | -           | -           | -           | 10     | 3      |
| Totale carriera | Totale carriera | Totale carriera | 226+9      | 32         |                 | 15              | 2               |                    | -                  | -                  |             | -           | -           | 250    | 34     |

### Statistiche da allenatore
Statistiche aggiornate al 1º aprile 2023. In grassetto le competizioni vinte.
| Stagione        | Squadra         | Campionato      | Campionato | Campionato | Campionato | Campionato | Coppe nazionali | Coppe nazionali | Coppe nazionali | Coppe nazionali | Coppe nazionali | Coppe continentali | Coppe continentali | Coppe continentali | Coppe continentali | Coppe continentali | Altre coppe | Altre coppe | Altre coppe | Altre coppe | Altre coppe | Totale | Totale | Totale | Totale | % Vittorie | Piazzamento                 |
| Stagione        | Squadra         | Comp            | G          | V          | N          | P          | Comp            | G               | V               | N               | P               | Comp               | G                  | V                  | N                  | P                  | Comp        | G           | V           | N           | P           | G      | V      | N      | P      | %          | Piazzamento                 |
| --------------- | --------------- | --------------- | ---------- | ---------- | ---------- | ---------- | --------------- | --------------- | --------------- | --------------- | --------------- | ------------------ | ------------------ | ------------------ | ------------------ | ------------------ | ----------- | ----------- | ----------- | ----------- | ----------- | ------ | ------ | ------ | ------ | ---------- | --------------------------- |
| 2021-2022       | Gallipoli       | Prom.           | 26         | 23         | 1          | 2          | CI-Prom.        | 4               | 2               | 1               | 1               | -                  | -                  | -                  | -                  | -                  | -           | -           | -           | -           | -           | 30     | 25     | 2      | 3      | 83,33      | 1°, (prom.)                 |
| 2022-2023       | Gallipoli       | Ecc.            | 26+6       | 19+4       | 6+1        | 1+1        | CI-DP           | 4               | 3               | 0               | 1               | -                  | -                  | -                  | -                  | -                  | -           | -           | -           | -           | -           | 36     | 26     | 7      | 3      | 72,22      | 1º, (prom. dopo i play-off) |
| 2023-2024       | Gallipoli       | D               | 0          | 0          | 0          | 0          | CI-D            | 1               | 0               | 0               | 1               | -                  | -                  | -                  | -                  | -                  | -           | -           | -           | -           | -           | 1      | 0      | 0      | 1      | &0,00      | in corso                    |
| Totale carriera | Totale carriera | Totale carriera | 58         | 46         | 8          | 4          |                 | 9               | 5               | 1               | 3               |                    |                    |                    |                    |                    |             |             |             |             |             | 67     | 51     | 9      | 7      | 76,12      |                             |

## Palmarès

### Club

#### Competizioni nazionali
- Serie D: 1

Gallipoli: 2004-2005
- Coppa Italia Serie C: 1

Gallipoli: 2005-2006
- Serie C2: 1

Gallipoli: 2005-2006

#### Competizioni regionali
- Eccellenza: 1

Gallipoli: 2003-2004